# Ravan (Busovača, BiH)
Ravan je naseljeno mjesto u općini Busovača, Federacija Bosne i Hercegovine, BiH.

## Stanovništvo

### 1991.
Nacionalni sastav stanovništva 1991. godine, bio je sljedeći:
ukupno: 486
- Hrvati - 456
- Muslimani - 22
- Srbi - 2
- Jugoslaveni - 2
- ostali, neopredijeljeni i nepoznato - 4

### 2013.
Nacionalni sastav stanovništva 2013. godine, bio je sljedeći:
ukupno: 442
- Hrvati - 432
- Bošnjaci - 10